# 293 Brazilija
293 Brazilija (mednarodno ime 293 Brasilia) je asteroid v glavnem asteroidnem pasu. 
Pripada asteroidni družini Brazilija, ki ima samo 14 članov. 

## Odkritje
Asteroid Brazilija je odkril Auguste Honoré Charlois 20. maja 1890.